# Først til Månen
Først til Månen (spansk: Atrapa la bandera) er en animationsfilm fra 2015 instrueret af Enrique Gato.

## Medvirkende

### Danske stemmer[1]
- Nicolas Markovic som Mike Goldwing
- Mia Aunbirk som Amy González
- Søren Sætter-Lassen som Frank Goldwing
- Helmer Solberg som Marty Farr
- Mikkel Boe Følsgaard som Richard Carson
- Lars Mikkelsen som Scott Goldwing
- Torbjørn Hummel som Admiral
- Søren Sætter-Lassen som Analytiker
- Daniel Vognstrup Jørgensen som Arbejder

### Engelske stemmer
- Lorraine Pilkington som Mike Goldwing
- Sam Fink som Richard Carson III
- Phillippa Alexander som Amy González
- Rasmus Hardiker som Marty Farr
- Paul Kelleher som Frank Goldwing